# 加色丁禮天主教聖迭戈聖伯多祿教區
加色丁禮天主教聖迭戈聖伯多祿教區（拉丁語：Eparchia Sancti Petri Apostoli urbis Sancti Didaci  Chaldaeorum）是美國一個東儀天主教（加色丁禮）教區，直屬教廷。
教區成立於2002年5月4日，範圍包括美國西部諸州，座堂位於埃爾卡洪。2010年有十一個堂區、十四名司鐸，5,800位教友。現任教區主教為薩哈德·若瑟·雅莫。